# Sandra Zaniewská
Sandra Zaniewská (* 3. ledna 1992 Katovice) je polská profesionální tenistka. Ve své dosavadní kariéře na okruhu WTA Tour nevyhrála žádný turnaj. V rámci okruhu ITF získala do července 2012 šest titulů ve dvouhře a tři ve čtyřhře.
Na žebříčku WTA byla ve dvouhře nejvýše klasifikována v červnu 2012 na 159. místě a ve čtyřhře pak v témže měsíci na 241. místě.
Spolu se Srbkou Aleksandrou Krunićovou se probojovaly do finále juniorské čtyřhry na Australian Open 2009, v němž nestačily na americko-chorvatský pár Christina McHaleová a Ajla Tomljanovićová až v supertiebreaku [4–10].

## Soukromý život
Narodila se v lednu 1992 v Katovicích do rodiny Macieje a Terezy Zaniewských. Má bratra Barteka. Tenis začala hrát v deseti letech a jako svůj vzor uvádí španělského tenistu Rafaela Nadala.

## Finálové účasti na turnajích okruhu ITF
| $100,000 tournaments |
| $75,000 tournaments  |
| $50,000 tournaments  |
| $25,000 tournaments  |
| $10,000 tournaments  |

### Dvouhra: 10 (6–4)
| Stav       | Č.  | Datum             | Turnaj      | Povrch | Soupeřka ve finále    | Výsledek      |
| ---------- | --- | ----------------- | ----------- | ------ | --------------------- | ------------- |
| Finalistka | 1.  | 19. července 2009 | İzmir       | tvrdý  | Pemra Özgenová        | 6–0, 6–4      |
| Vítězka    | 2.  | 9. srpna 2009     | Iława       | antuka | Zuzana Zlochová       | 6–4, 6–4      |
| Finalistka | 3.  | 3. května 2010    | Antalya     | antuka | Ons Džabúrová         | 2–1skreč      |
| Vítězka    | 4.  | 21. června 2010   | Kolín n. R. | antuka | Julia Babilonová      | 6–4, 6–4      |
| Vítězka    | 5.  | 13. června 2011   | Kolín n. R. | antuka | Lena-Marie Hofmannová | 6–4, 6–2      |
| Finalistka | 6.  | 12. září 2011     | Cairns      | tvrdý  | Casey Dellacquová     | 6–4, 7–6(3)   |
| Finalistka | 7.  | 27. února 2012    | Wellington  | tvrdý  | Jing-jing Tuanová     | 6–1, 6–4      |
| Vítězka    | 8.  | 19. března 2012   | Ipswich     | antuka | Ashleigh Bartyová     | 7–6(5), 6–1   |
| Vítězka    | 9.  | 26. března 2012   | Bundaberg   | antuka | Šúko Aojamová         | 6–3, 6–2      |
| Vítězka    | 10. | 23. dubna 2012    | Tunis       | antuka | Ons Džabúrová         | 6–4, 4–6, 6–2 |

### Čtyřhra: 9 (3–6)
| Stav       | Č. | Datum             | Turnaj        | Povrch | Spoluhráčka          | Soupeřky ve finále                   | Výsledek            |
| ---------- | -- | ----------------- | ------------- | ------ | -------------------- | ------------------------------------ | ------------------- |
| Finalistka | 1. | 9. listopadu 2008 | Krakov        | tvrdý  | Olga Brózdová        | Angelique Kerber Urszula Radwańská   | 6–3, 6–2            |
| Finalistka | 2. | 15. března 2009   | Gíza          | antuka | Bibiane Schoofsová   | Galina Fokinová Aljona Sotnikovová   | 6–4, 3–6, [10–8]    |
| Finalistka | 3. | 18. července 2009 | İzmir         | tvrdý  | Zuzana Linhová       | Avgusta Chvacabaja Avgusta Cybyševa  | 6–0, 3–6, [10–5]    |
| Vítězka    | 4. | 3. května 2010    | Antalya       | antuka | Pemra Özgenová       | Indire Akikiová Martina Kubičíková   | 6–1, 6–2            |
| Finalistka | 5. | 15. října 2010    | Mount Gambier | tvrdý  | Daniella Dominikovic | Alison Baiová Ana-Clara Duarte       | bez boje            |
| Finalistka | 6. | 13. února 2011    | Rancho Mirage | tvrdý  | Naděžda Guskovová    | Karolína Plíšková Kristýna Plíšková  | 6–7(6), 6–1, [10–5] |
| Vítězka    | 7. | 20. března 2011   | Antalya       | antuka | Pemra Özgenová       | Réka-Luca Janiová Martina Kubičíková | 2–6, 7–5, [10–7]    |
| Finalistka | 8. | 4. dubna 2011     | Bundaberg     | antuka | Daniella Dominikovic | Casey Dellacquová Olivia Rogowska    | 7–5, 6–4            |
| Vítězka    | 9. | 19. března 2012   | Ipswich       | antuka | Monique Adamczaková  | Šúko Aojamová Džunri Namigatová      | 7–5, 6–4            |

## Finále na juniorce Grand Slamu

### Čtyřhra juniorek: 1 (0–1)

#### Finalistka
| rok  | Turnaj          | Povrch | Spoluhráčka          | Vítězky                                 | Výsledek         |
| ---- | --------------- | ------ | -------------------- | --------------------------------------- | ---------------- |
| 2009 | Australian Open | tvrdý  | Aleksandra Krunićová | Christina McHaleová Ajla Tomljanovićová | 6–1, 2–6, [10–4] |